# Eastern European Time
| Azzurro | Western European Time (UTC+0)                                      |
| Blu     | Western European Time (UTC+0) Western European Summer Time (UTC+1) |
| Rosso   | Central European Time (UTC+1) Central European Summer Time (UTC+2) |
| Giallo  | Ora di Kaliningrad (UTC+2).                                        |
| Ocra    | Eastern European Time (UTC+2) Eastern European Summer Time (UTC+3) |
| Verde   | Ora di Mosca (UTC+3)                                               |

Eastern European Time (EET) è uno dei nomi del fuso orario UTC+2; è due ore avanti rispetto al Tempo coordinato universale (UTC). È usato in alcuni paesi d'Europa e del Medioriente. Molti di essi utilizzano l'Eastern European Summer Time (UTC+3) come ora legale estiva.

## Uso
I seguenti stati o parti di essi usano Eastern European Time durante l'inverno.
- Bulgaria, dal 1894
- Cipro
- Estonia, negli anni 1921–40 e dal 1990
- Finlandia, dal 1921
- Grecia, dal 1916
- Israele, dal 1948
- Giordania
- Lettonia, negli anni 1926–40 e dal 1990
- Libano
- Lituania, negli anni 1920–40 e dal 1990 con una pausa negli anni 1998–1999
- Moldavia, negli anni 1918–40, 1941–44 e dal 1991
- Palestina
- Romania
- Siria
- Ucraina, negli anni 1922–30 e dal 1990